# Ричард Лики
Ричард Лики (енгл. Richard Erskine Frere Leakey; Најроби, 19. децембар 1944 — Најроби, 2. јануар 2022) био је кенијски политичар, палеонтолог и конзерватор, други од три сина чувених археолога Луиса и Мери Лики и брат Колина Ликија, такође археолога и биолога. Он је био је директор Националног музеја Кеније, основао је невладину организацију WildlifeDirect и био је председник Кенијске службе за дивље животиње.
Чувена су његова истраживања у области реке Омо у Етиопији, где је 1967. откривен налаз Хомо еректуса који се датује у период од пре 160.000 година. У области језера Рудолф, данас језеро Туркана, на локалитету Коби Фора откривени су остаци Парантропа Бојса (Paranthropus boisei), лобања Хомо хабилиса означена као КНМ ЕР 1470 и лобања Хомо еректуса КНМ ЕР 3733. Током истраживања 1978. пронађена је и лобања Хомо еректуса КНМ ЕР 3883.
Лики је саоснивач Института за басен Туркана у академском партнерству са Универзитетом Стони Брук, где је био професор антропологије. Био је председник Института за басен Туркана до своје смрти.

## Младост

### Најраније године
Ричард Ерскине Фрере Лики је рођен 19. децембра 1944. у Најробију. Као дечак, Лики је живео у Најробију са својим родитељима, Луисом Ликијем, кустосом Кориндон музеја, и Мери Лики, директорком Ликијевих ископавања у Олдувају, и његова два брата, Џонатаном и Филипом. Браћа Лики имала су веома активно детињство. Сви дечаци су имали поније и припадали су пони клубу Лангата. Понекад је цео клуб био у гостима код Ликијевих за празнике и одморе. Ликијеви родитељи су основали Клуб далматинаца источне Африке и освојили награду 1957. године. Пси и многи други кућни љубимци су делили дом Ликијевих. Дечаци су учествовали у играма које су водили и одрасли и деца, у којима су покушавали да имитирају ране људе, хватајући руком зечеве и мале антилопе на Серенгетију. Једном приликом су отерали лавове и шакале са убијање животиње да би доказали да могу то да учине.

### Разбијена глава
Године 1956, са једанаест година, Лики је пао са коња, разбио главу и замало умро од тога. Узгред, управо је овај инцидент спасио брак његових родитеља. Луис је озбиљно размишљао да остави Мери зарад своје секретарице Розали Озборн. Док је битка са Мери беснела у домаћинству, Лики је из болесничке постеље молио свог оца да не одлази. То је био одлучујући фактор. Луис је раскинуо са Розали и породица је живела у срећној хармонији још неколико година.

### Тинејџерски предузетник
Лики је одлучио да се самостално издржава, позајмио је 500 фунти од својих родитеља за Ланд Ровер и ушао у посао лова са замкама и снабдевањем костура са Камојом Кимеом. Већ је био вешт коњаник, навикао на живот у природи, механичар Ланд Ровера, археолог аматер и вођа експедиције, и научио је да идентификује кости, што су вештине које су све упућивале на пут којим још није желео да иде, једноставно зато што се тиме бавио његов отац.
Посао са костима се 1961. претворио у сафари посао. Године 1962, добио је дозволу приватног пилота и кренуо у обиласке Олдувајске клисуре. Из повремених снимања из ваздуха приметио је потенцијал обала језера Натрон за палеонтологију. Отишао је да тражи фосиле у Ланд Роверу, али није могао да нађе ниједан, све док његови родитељи нису одредили Глин Ајзака да пође са њим. Луис је био толико импресиониран њиховим налазима да им је дао новац Националног географског друштва за једномесечну експедицију. Они су истраживали у околини Пениња код језера, где је Лики био задужен за административне детаље. Због досаде, вратио се привремено у Најроби, али је у том тренутку Камоја Кимеу открио фосил Australopithecus boisei. Друга експедиција је оставила утисак на Ликија да је био искључен из најзначајнијег дела операције, научне анализе.

### Брак
Године 1964, на својој другој експедицији на језеру Натрон, Лики је упознао археолога по имену Маргарет Кропер. Када се Маргарет вратила у Енглеску, Лики је одлучио да следи њен пример како би дипломирао и боље се упознао са њом. За шест месеци завршио је средњу школу; у међувремену Маргарет је дипломирала на Универзитету у Единбургу. Положио је пријемне испите за упис на колеџ, али су 1965. године он и Маргарет одлучили да се венчају и врате у Кенију. Отац му је понудио посао у Центру за праисторију и палеонтологију. Радио је на ископавањима на језеру Баринго и наставио свој посао фотографског сафарија, зарађујући довољно новца да купи кућу у Карену, пријатном предграђу Најробија. Њихова ћерка Ана рођена је 1969. године, исте године када су се Лики и Маргарет развели. Оженио се својом колегиницом Мив Епс 1970. године и имали су две ћерке, Луиз (рођена 1972) и Самиру (1974).

## Палеонтологија
Ричард је основао Кенијске музејске сараднике (сада Кенијско музејско друштво) са утицајним Кенијцима 1955. године. Они су имали за циљ да „кенијанизирају“ и унапреде Народни музеј. Понудили су музеју 5000 фунти, једну трећину његовог годишњег буџета, ако би Ликија поставио на одговорну позицију, и он је постао посматрач у управном одбору. Џоел Ојал, владин званичник задужен за музеј и члан Удружења, наложио је председнику одбора да почне да запошљава Кенијце.

## Конзервација
Године 1989, Ричарда Ликија је председник Данијел Арап Мои именовао за шефа Одељења за очување и управљање дивљим животињама (WMCD) као одговор на међународну негодовање због криволова слонова и утицаја који је то имало на дивље животиње Кеније. Одељење је 1990. године заменила Кенијска служба за дивље животиње (KWS), а Лики је постао њен први председник. Карактеристичним храбрим корацима Лики је створио специјалне, добро наоружане јединице за борбу против криволова које су биле овлашћене да пуцају на криволовце по виђењу. Криволовска претња је драматично смањена. Импресионирана Ликијевом трансформацијом Службе за заштиту дивљих животиња Кеније, Светска банка је одобрила потпоре у вредности од 140 милиона долара. Ричард Лики, председник Мои и WMCD доспели су на насловне странице међународних вести када је залиха од 12 тона слоноваче спаљена 1989. у Националном парку Најробија.
Ричард Лики својим конфронтацијским приступом по питању сукоба између људи и дивљих животиња у националним парковима није стекао мноштво пријатеља. Његов став је био да су паркови самостални екосистеми који морају бити ограђени, а да се људи требају држати подаље. Ликијева смела и непоткупљива природа такође је увредила многе локалне политичаре.
Године 2016, Лики је проглашен за заштитника природе од стране фондације Перфектни свет и освојио је награду „Крхки носорог“ на Балу слонова у Гетеборгу, у Шведској.

## Дечак из Туркане
Дечак из Туркане (Turkana Boy) откривен је 1984. године. Ово откриће члана Ликијевог тима, Камоја Кимеу (Kamoya Kimeu), је добро очуван скелет дванаестогодишњег дечака (према неким тумачењима индивидуа је била 9 година стара) Хомо еректуса, старог 1,6 милиона година.